# Silvio Tavolaro
Silvio Tavolaro (Mongrassano, 28 ottobre 1900 – Roma, 6 marzo 1971) è stato un magistrato italiano, primo presidente della Corte suprema di cassazione dall'11 aprile 1962 fino al 25 ottobre 1970.

## Biografia
Dopo essere stato capo del gabinetto del Ministero della giustizia dal 1957 al 1958, nel 1959 fu nominato presidente della Corte d'appello di Roma.
Nell'aprile 1962 divenne primo presidente della Corte suprema di cassazione, una carica che mantenne per oltre otto anni fino all'ottobre 1970, quando si congedò per raggiunti limiti d'età. Nel 1967 fu criticato per aver partecipato alle commemorazioni di Alfredo Rocco, tanto che l'argomento fu oggetto di un'interrogazione parlamentare il 20 gennaio di quell'anno. Il 3 giugno 1970 un suo decreto istituì il Centro Elettronico di Documentazione (CED) della Corte di cassazione.
Morì a Roma nel 1971 all'età di settant'anni e fu sepolto al cimitero del Verano.